# Barbaroux (cépage)
Pour les articles homonymes, voir Barbaroux et Barbarossa.
Le barbaroux Rs est un cépage rosé utilisé dans le vignoble des côtes-de-provence, de l'AOC cassis, il se trouve aussi en Corse et Romagne où il est nommé barbarossa.

## Historique
La plus ancienne mention de ce cépage date de 1667. Il est décrit comme étant utilisé à la fois pour le vin et comme raisin de table à Toulon et en Provence. Le nom de barbaroux vient du terme barbare qui signifie sauvage en provençal. La première apparition de l'orthographe moderne de Barbaroux est apparu en 1715. En Provence, on le trouve souvent en treille devant une maison.

## Caractères ampélographiques
Ce cépage donne des vins rouges aromatiques avec une faible acidité, sa teneur en alcool est moyenne et il a une bonne aptitude au vieillissement. Son débourrement est précoce et sa vigueur moyenne. Très productif, il a un port plus ou moins érigé et . Il se contente de terres peu fertiles et d'un climat chaud. Sa maturité se situe à la troisième époque hâtive. Il est sensible à l'oïdium, au mildiou et à la pourriture grise, cela a freiné son expansion qui est en baisse constante. Avec ses grandes grappes à baies moyennes et à la peau rosée, c'est un cépage à double fin, qui est aussi utilisé comme raisin de table. Pour la culture en France seul le clone 937 est approuvé.

## Synonymes
Ce cépage a comme synonyme : 
- Aronova Boroda
- Barbaraise de Provence
- Barbarons
- Barbarossa
- Barbarossa Rose
- Barbaru
- Barbi Rossa
- Barbirossa
- Barbirossu
- Roter Calebstraube
- Candolle Roth
- Roter Candollo
- Cardeina
- De Kandol
- Gänsefüssler
- Hellroter Gänsfüssler
- Grappe de Cinq Kilos
- Gray Rouge
- Grec Rose
- Grec Rouge
- Gromier du Cantal
- Gros Barbaroux
- Gros Gommier du Cantal
- Roter Hammelshode
- Kanaani
- Kanaantraube
- Limdi Kana
- Malaga Rose
- Merveille
- Monstrueux de Candolle
- Murcentin
- Pepin Isfaganskii
- Perle Rose
- Roter Perltraube
- Plant du Pauvre
- Pompeiana
- Prun Gentile
- Raisin du Pauvre
- Raisin Grec
- Raisin Monstrueux
- Regina Rossa
- Roter Riesentraube
- Rossea
- Rossoly
- Roussee
- Rousselet
- Sorita